# Oedipina altura
Oedipina altura är en groddjursart som beskrevs av Arden H. Brame, Jr. 1968. Oedipina altura ingår i släktet Oedipina och familjen lunglösa salamandrar. IUCN kategoriserar arten globalt som akut hotad. Inga underarter finns listade i Catalogue of Life.